# Нов Южен Уелс
Но̀в Ю̀жен Уѐлс (на английски: New South Wales) е най-старият и най-населеният щат в Австралия. Намира се на север от Виктория и на юг от Куинсланд. Столица и най-голям град е Сидни.

## География
Нов Южен Уелс се намира на източния бряг на Австралия. На запад релефът е предимно равнинен. На север са разположени най-големите планини на континента, известни като Австралийски Алпи.
Високата 2228 метра планина Косцюшко е в южните части на щата.
Площта на Нов Южен Уелс е 809 444 км2. Това е три пъти повече от територията на Великобритания.

## Население
Една трета от цялото население на Австралия живее в Нов Южен Уелс. Щата е една от първите европейски колонии изобщо. За първи път европейци населяват щата още през 18 век.
Най-голямата част от коренното население на Австралия – аборигените живеят именно в Нов Южен Уелс и Куинсланд. На щата се падат 26% от всички аборигени.

## История
- 1770 – Джеймс Кук посещава източния бряг на Австралия и го нарича Нова Холандия. По късно територията получава името Нов Южен Уелс (кръстена на Уелс).
- 1788 – Капитан Артур Филип основава британска колония в Порт Джаксън (днешен Сидни)
- 1813 – Уилям Уентуорт, Грегори Блаксланд и Уилям Лосън организират експедиция през Сините планини, западно от Сидни.

## Стопанство
Нов Южен Уелс е голям стопански център. Добиват се олово, въглища, злато, цинк и сребро. В източните части силно развити са овцевъдството и говедовъдството. Големи територии са заети от овощни градини и пшеница. На бреговата ивица са разположени най-големите индустриални центрове на щата – Сидни, Нюкасъл и Уолонгонг.

## Университети
- Университет Чарлз Стърт (CSU), Батърст
- Университет Макюари (MAQUARIE), Северен Кампус
- Саутърн Крос (SCU), Кофс Харбър
- Университет на Нова Англия (UNE), Армидейл
- Университет на Нов Южен Уелс (UNSW), Sydney
- Университет на Нюкасъл (NEWCASTLE), Калахан
- Университет на Сидни (SYDNEY), Сидни
- Технологичен университет на Сидни (UTS), Сидни
- Университет на Западен Сидни (UWS), Сидни
- Университет на Уолонгонг (UWO), Уолонгонг
- Австралийски католически университет (ACU), Бризбейн, Сидни, Канбера, Баларат, Мелбърн